# 六家線

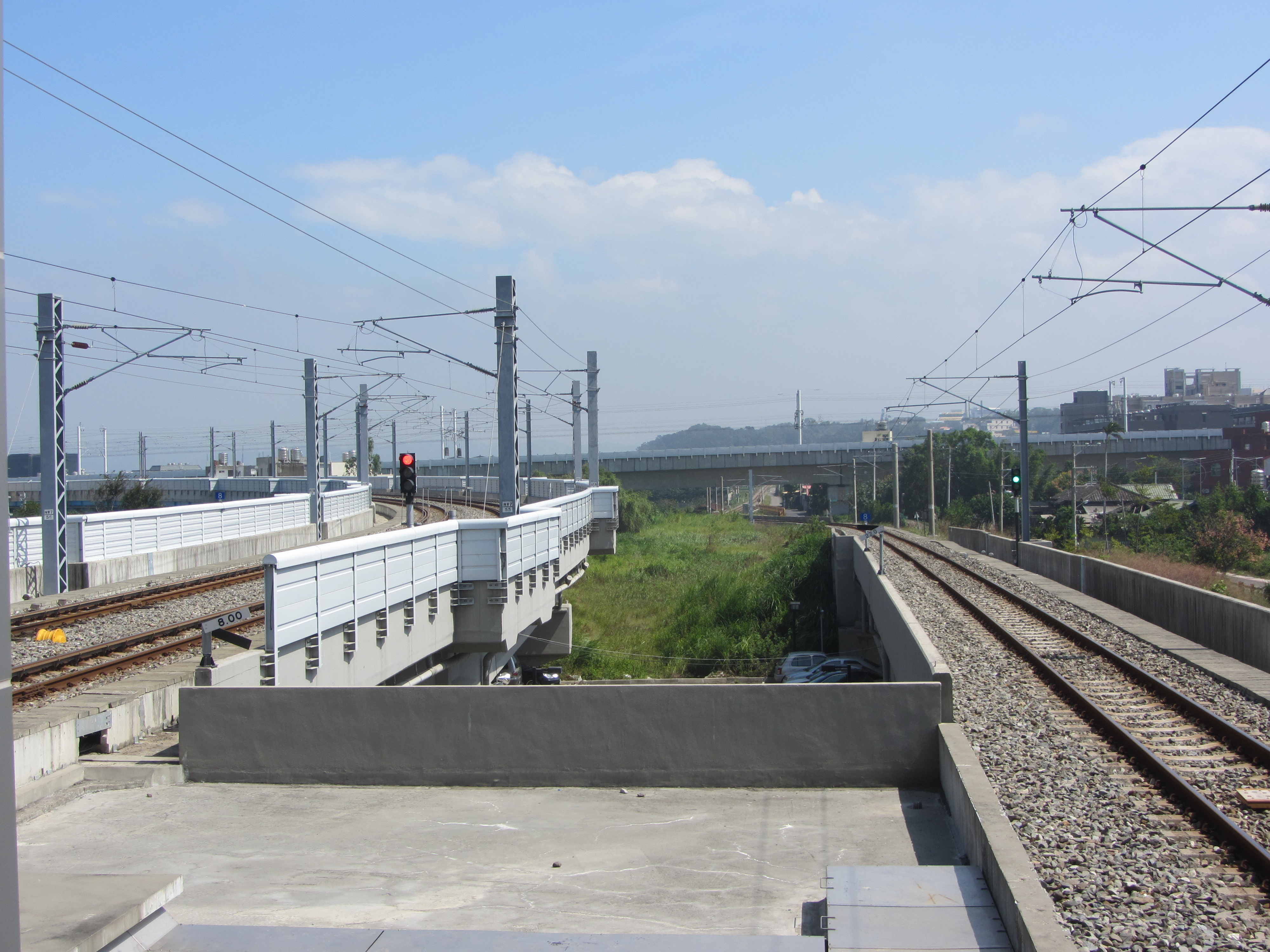
竹中車站月臺向東望（左側雙線高架鐵路為六家線，右側單線鐵路為內灣線，遠方為臺灣高速鐵路）

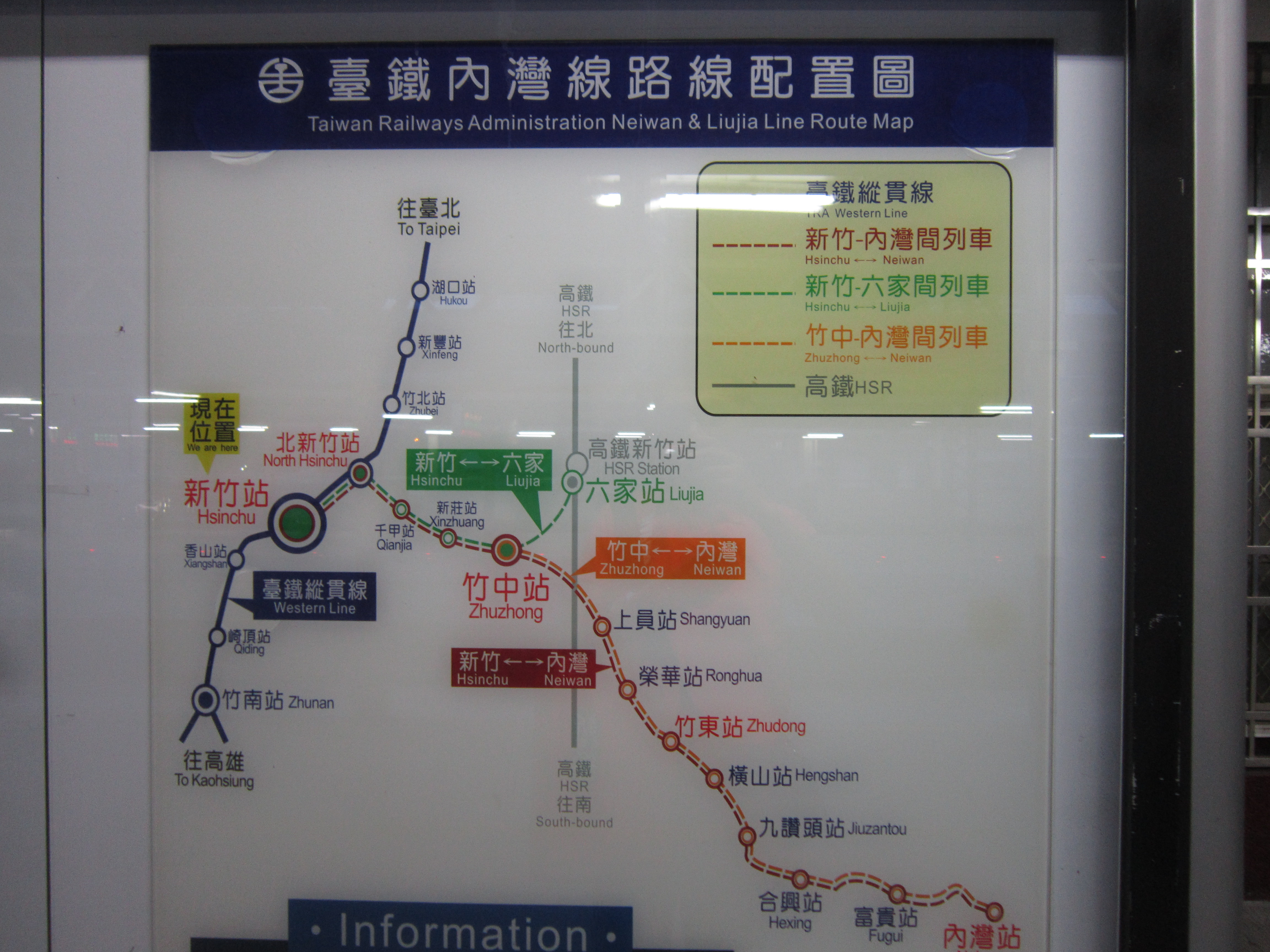
台鐵內灣線（含六家線）路線圖

六家線，為臺灣鐵路公司之客運支線。從內灣線竹中車站分歧，最終跨越頭前溪至六家車站，定位為高鐵新竹站的連絡線，2011年11月11日通車啟用。

## 歷史
- 2005年5月31日；立法院通過相關預算
- 2006年11月25日：工程開工
- 2007年3月1日：內灣線為配合六家線連接改建工程，停駛新竹至竹東路段。
- 2011年11月11日： 六家線隨著內灣線新竹至竹中段完工啟用。
- 2020年4月29日： 當日原先行駛六家線的EMU519編組發生車輛故障且當時新竹機務段車輛運用吃緊，無法派出其他的EMU500及EMU600型編組來替駛本線運用，臨時緊急調用留置於新竹機務段內的內灣線備用DR1000型柴油客車（DR1005+1004）編組來替駛本線之運用；這次替駛也成為自2011年六家線開通以來DR1000型柴油客車首次行駛本路線及載客。

## 概要
該線興建的目的是為了解決新竹都會區與高鐵站間的交通問題，最初新竹市區與高鐵新竹站間計畫興建新竹捷運紅線連接，但由於政府財政上的困難，轉而以「結合捷運紅線與台鐵內灣支線改善」作為優先方案。主要為改善既有新竹＝竹中間的內灣線路線，予以高架化並增設車站，並且自竹中車站興建新路線，沿高鐵軌道跨越頭前溪直抵高鐵新竹站。
六家線於2011年完工後，已移轉給臺鐵經營，行駛往返新竹經竹中至六家的直通通勤列車，已由鐵路改建工程局施工完成。工程費用方面：土木工程建設經費為新台幣57.15億，增購電聯車12輛約為新台幣6億元。若包括新竹＝竹中間路線，總長為高架段9.92公里、地面段1.36公里。

## 路線資料
- 經營管轄：臺灣鐵路公司
- 路線距離：竹中＝六家間 3.1 公里
- 最高時速：90km/h
- 軌距：1067 毫米
- 路線道床形式：全線道碴式軌道
- 車站數：2（含起訖車站）
- 雙線區間：全線
- 電化區間：全線（交流25000V、60Hz）
- 全線均為高架路線
- 已於2006年11月25日開工，於2011年11月11日通車

## 運行形態
本路線所有運行列車均以新竹為始發站，開行往返於新竹-（經內灣線）-竹中-六家的區間車，中途各站皆停，新竹到六家的行駛時間約19～20分鐘，約每30分鐘開行一班。

## 車站列表
此處記載內灣線新竹站－竹中站間車站。
六家線自內灣線竹中站以東分歧後，沿高鐵軌道北轉，跨越頭前溪進入高鐵新竹站區一帶。
（註：車站等級：分為特等、一等、二等、三等、甲簡、乙簡、丙簡、簡易、招呼、號誌）
| 路線 名稱 | 車站名稱                | 車站名稱      | 編號 | 營業里程 新竹起 | 營業里程 竹中起 | 車站等級 | 續接／交會路線 | 備註                                                                       | 所在地   | 所在地 |
| 路線 名稱 | 中文 （國音電碼）       | 英譯          | 編號 | 營業里程 新竹起 | 營業里程 竹中起 | 車站等級 | 續接／交會路線 | 備註                                                                       | 所在地   | 所在地 |
| --------- | ----------------------- | ------------- | ---- | --------------- | --------------- | -------- | -------------- | -------------------------------------------------------------------------- | -------- | ------ |
| 內 灣 線  | 新竹 （ㄒㄣ）           | Hsinchu       | 1210 | 0.0             | -               | 一等     |                | 內灣線起點（由第三月台到發）；可從本站轉乘縱貫線；六家線直通列車自本站發車 | 新 竹 市 | 東區   |
| 內 灣 線  | 新竹 貨運站 （ㄒㄣ ㄏ） | Hsinchu Yard  | －   | 1.2             | -               | 貨運     |                | 貨運車站；內灣/六家線列車由貨運站西側之路線通過                            | 新 竹 市 | 東區   |
| 內 灣 線  | 北新竹                  | North Hsinchu | 1190 | 1.4             | -               | 簡易     |                | 設於新竹貨站範圍內的通勤車站，和縱貫線的實際分歧點                         | 新 竹 市 | 東區   |
| 內 灣 線  | 千甲                    | Qianjia       | 1191 | 3.6             | -               | 簡易     |                | 啟用時原名「世博」，取其接近世博園區之意                                   | 新 竹 市 | 東區   |
| 內 灣 線  | 新莊                    | Xinzhuang     | 1192 | 6.6             | -               | 簡易     |                | 計畫名「關東」，啟用時原名「竹科」，是距離新竹科學園區最近的一站           | 新 竹 市 | 東區   |
| 內 灣 線  | 竹中 （ㄓㄨㄥ）         | Zhuzhong      | 1193 | 7.9             | 0.0             | 甲簡     |                | 可轉乘內灣線前往竹東、內灣方向                                             | 新 竹 縣 | 竹東鎮 |
| 六家線    | 六家                    | Liujia        | 1194 | 11.0            | 3.1             | 乙簡     |                | 可轉乘高鐵新竹站                                                           | 新 竹 縣 | 竹北市 |

## 外部連結
- 交通部鐵道局 （页面存档备份，存于）
- 交通部臺灣鐵路管理局（页面存档备份，存于）